# Општина Лозово
Општина Лозово је једна од 9 општина Вардарског региона у Северној Македонији. Седиште општине је истоимено село Лозово.

## Положај
Општина Лозово налази се у средишњем делу Северне Македоније. Са других страна налазе се друге општине Северне Македоније:
- север — Општина Свети Никола
- исток — Општина Штип
- југ — Општина Градско
- запад — Општина Велес

## Природне одлике
Рељеф: Општина Лозово припада области равног и плодног Овчег поља, које на ободу општине затварају брегови и брда Родопских планина.
Клима у општини је топлија варијанта умерене континенталне климе због утицаја Средоземља.
Воде: Река Брегалница је најзначајнији водоток у општини, а значајна је и Светиниколска Река, која се слива са севера и утиче у реку Брегалницу на подручју општине.

## Становништво
Општина Лозово имала је по последњем попису из 2002. г. 2.858 ст., од чега у седишту општине 896 ст. (28%). Општина је ретко насељена, посебно сеоско подручје.
Национални састав по попису из 2002. године био је:
|           | Број  | Постотак |
| Укупно    | 2.858 | 100%     |
| Македонци | 2.471 | 86,5%    |
| Турци     | 157   | 5,5%     |
| Власи     | 122   | 4,3%     |
| остали    | 108   | 3,8%     |

## Насељена места
У општини постоји 11 насељена места, сва са статусом села:
| - Лозово - Аџибегово - Аџиматово - Бекирлија - Дорфулија - Ђуземелци | - Каратманово - Кишино - Милино - Сарамзалино - Ћоселари |  |